# 장학초등학교
장학초등학교는 대한민국 강원특별자치도 춘천시에 있는 초등학교다.

## 학교 연혁
- 2015.03.01 장학초등학교 개교(15학급) 및 병설유치원 개원(1학급)
- 2015.03.01 초대 교장 최성희 부임
- 2015.03.02 입학식 및 시업식(307명)
- 2016.02.05 제1회 졸업식(27명)
- 2016.03.01 강원특별자치도교육청 지정 놀이문화 연구학교 선정·운영

형